# Предтеченский, Георгий Иванович
Гео́ргий Ива́нович Предте́ченский (1881—1919) — русский офицер, герой Первой мировой войны, участник Белого движения.

## Биография
Сын чиновника.
Окончил Пензенскую 2-ю гимназию (1901) и юридический факультет Казанского университета (1905). По отбытии воинской повинности был произведен в прапорщики запаса армейской пехоты. В 1906 году поступил на службу в Министерство юстиции, где занимал должности судебного следователя 1-го участка Чембарского уезда и 1-го участка Пермского уезда, товарища прокурора Оренбургского окружного суда и, наконец, товарища прокурора Пермского окружного суда.
С началом Первой мировой войны был призван в 332-й пехотный Обоянский полк. Удостоен ордена Св. Георгия 4-й степени
За то, что в бою 12 августа 1914 года, переправившись с ротою по глубокому броду через р. Вислу у д. Петровица, атаковал противника, находившегося в превосходных силах на укрепленной позиции, первым вбежал на валы укрепления, с боя взял два действовавших пулемета и 173 пленных.
Произведен в подпоручики 14 мая 1915 года «за отличие по службе», в поручики — 5 октября 1916 года.
В Гражданскую войну участвовал в Белом движении в составе Добровольческой армии и ВСЮР. С августа 1918 года состоял членом судебно-следственной комиссии при штабе Добровольческой армии, с 15 декабря 1918 — военным прокурором 2-го корпусного суда, с 16 января 1919 года — председателем судебно-следственной комиссии в Одессе. Позднее в 1919 году — штаб-офицер для поручений при главном военном прокуроре. Умер от тифа 16 декабря 1919 года в Ростове. Похоронен на военном кладбище там же.

## Награды
- Орден Святого Георгия 4-й ст. (ВП 23.04.1915)
- Орден Святой Анны 3-й ст. с мечами и бантом (ВП 29.07.1916)